# عین الغویبه
عین الغویبه (به عربی: عين الغويبة) یک منطقهٔ مسکونی در لبنان است که در شهرستان جبیل واقع شده‌است.
 عین الغویبه   ۸۰۰ متر بالاتر از سطح دریا واقع شده‌است.